# Apenheul

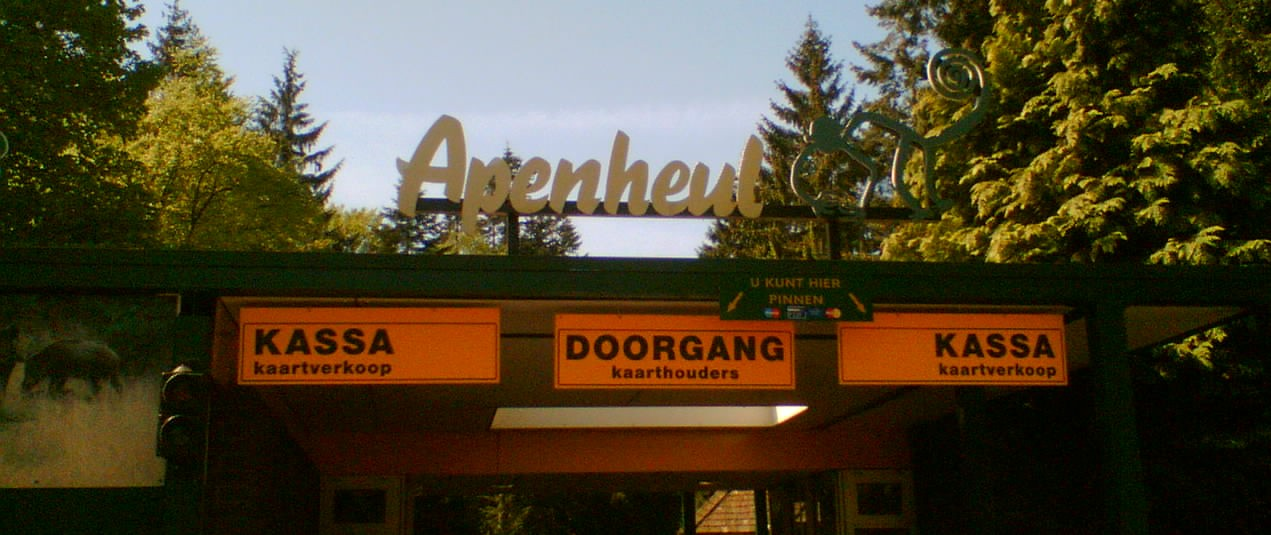
Entrée de La Forêt des Singes.

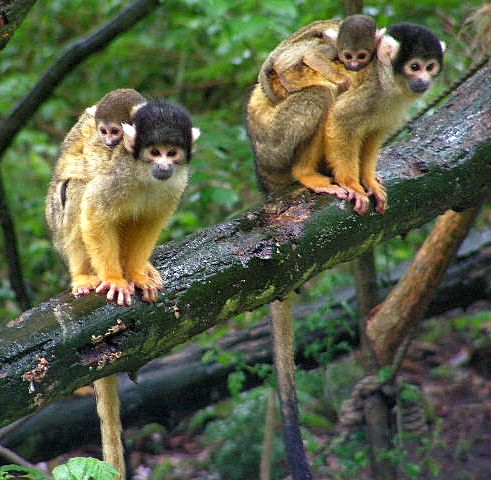
Singes-écureuils à tête noire à La Forêt des Singes.

Apenheul, (nl) signifiant La Forêt des Singes, est un parc animalier des Pays-Bas spécialisé dans la présentation et l'élevage des primates. Situé à Apeldoorn, il a été fondé par Wim Mager en 1971.
Il sert de modèle au parc La Vallée des Singes (aussi fondé par Wim Mager), ouvert depuis le 14 juillet 1998, à Romagne, dans le département français de la Vienne.